# Утилитарные цифровые права
Утилитарные цифровые права — электронный эквивалент сертификатов, купонов, или ваучеров, доказывающих право их владельца на получение конкретных товаров и услуг в будущем.
Они могут быть выпущены инициаторами какого-то бизнес-проекта для сбора денежных средств в виде аванса, в том числе для получения инвестиций в свой проект.
Оборот утилитарных цифровых прав в России был законодательно оформлен Федеральным Законом «О привлечении инвестиций с использованием инвестиционных платформ и о внесении изменений в отдельные законодательные акты Российской Федерации» № 259-ФЗ, подписанным в августе 2019 года и вступившим в силу с 1 января 2020 года. Законом установлено, что цифровые права могут эмитироваться и торговаться только на платформах, аккредитованных Банком России. Также цифровые права упоминаются в Федеральном законе «О цифровых финансовых активах, цифровой валюте и о внесении изменений в отдельные законодательные акты Российской Федерации» № 259-ФЗ от 31.07.2020 и в ГК РФ. В Гражданском кодексе цифровые права были включены в состав объектов гражданских прав (ст. 128 ГК РФ), также для введения их в нормативное поле в ГК была добавлена ст. 141.1 «Цифровые права».
Законом предусмотрены три вида цифровых утилитарных прав:
- Право требования товара
- Право требования услуги
- Право требования результатов интеллектуальной деятельности[1]

В первоначальной версии законопроекта понятие цифрового утилитарного права довольно точно соответствовало имеющему хождение в крипитовалютной среде понятию утилитарного токена. Однако, в окончательной версии закона оно было существенно расширено.
Учёт утилитарных прав ведётся только в рамках платформы, на которой они выпущены и не отображается в каких-либо государственных реестрах.